# 1625 The NORC
1625 The NORC è un asteroide della fascia principale. Scoperto nel 1953, presenta un'orbita caratterizzata da un semiasse maggiore pari a 3,2014350 UA e da un'eccentricità di 0,2219185, inclinata di 15,55658° rispetto all'eclittica.
L'asteroide prende il nome dal supercomputer dell'IBM NORC.